# Tom Bergner
Tom Bergner (* 4. Mai 2000 in Lüdenscheid) ist ein deutscher Handballspieler. Er läuft derzeit für den Bundesligisten GWD Minden auf.

## Vereinskarriere
Tom Bergner spielte in der Jugend zunächst beim TuS Grünenbaum, bei der HSG Hohenlimburg und bei der SG Schalksmühle-Halver. Zur Saison 2017/18 wechselte er zum VfL Eintracht Hagen und schaffte dort mit der A-Jugend auf Anhieb den Sprung in die A-Jugend-Bundesliga. Während der Saison wurde er bereits in den Trainingsbetrieb der ersten Herren-Mannschaft in der 2. Bundesliga integriert. In der Folge unterschrieb Bergner einen Profivertrag und kam regelmäßig auch im Profibereich zum Einsatz.
Zur Saison 2020/21 wechselte Bergner zum Erstligisten Bergischer HC. In der Saison 2021/22 lief er auf Leihbasis für den Zweitligisten TUSEM Essen auf. Danach spielte er wieder für den Bergischen HC. In der Saison 2023/24 lief er auf Leihbasis für den Zweitligisten TSG Friesenheim auf. Im Sommer 2024 wechselte er zu GWD Minden. Mit Minden stieg er 2025 in die Bundesliga auf.

## Auswahlmannschaften
Bei der U19-WM 2019 wurde er mit Deutschland Vizeweltmeister und als bester Kreisläufer ins All-Star-Team des Turniers gewählt.
Er stand im erweiterten Kader der deutschen Nationalmannschaft für die Europameisterschaft 2022.

## Sonstiges
Bergner absolviert neben dem Sport eine Ausbildung zum Industriekaufmann.